# Kenelm Lee Guinness
Kenelm Lee Guinness, irski dirkač, * 14. avgust, 1887, Dublin, Irska, † 10. april 1937, Kingston Hill, London, Anglija, Združeno kraljestvo.
Kenelm Lee Guinness se je rodil 20. junija 1897 v Dublinu v znano pivovarsko družino Guinness. Na dirkah za Veliko nagrado je debitiral v sezoni 1907, ko je na Dirki po Ardenih osvojil tretje mesto z dirkalnikom Minerva. Enak rezultat mu je uspel tudi na dirki Coupe des Voiturettes v sezoni 1913, od katere je vse do konca svoje kariere dirkal izmenjaje za moštvi Sunbeam in Automobiles Talbot. V sezoni 1921 je dosegel drugi mesti na dirkah Coupe des Voiturettes in JCC 200 miles, še uspešnejši pa je bil v sezoni 1922 s tremi zaporednimi zmagami na dirkah JCC 200 miles, Coupe des Voiturettes in Velika nagrada Penya Rhina, ob tem pa je 27. maja postavil še kopenski hitrostni rekord z 215,17 km/h, ki je veljal dobri dve leti. V sezoni 1924 je dosegel še zmagi na dirkah za Veliko nagrado Švice v razredu Voiturette in JCC 200 miles, nato pa se je v nesreči na dirki za Veliko nagrado San Sebastiána huje poškodoval, zaradi česar je moral končati kariero. V nesreči se je smrtno ponesrečil Guinnessov mehanik sovoznik Thomas Barrett, Guinness pa je utrpel hudo poškodbe glave, po katerih ni nikoli popolnoma okreval. Leta 1937 je v svojem londonskem stanovanju storil samomor.